# Sune Spångberg
Sune Spångberg, född 20 maj 1930 i Stockholm, död 21 juni 2012, var en svensk jazztrummis.
Spångberg etablerade sig på under 1950-talet med ett modernt trumspel, inspirerad av företrädare för bebopstilen som Art Blakey och Max Roach. Han fick sitt genombrott i gruppen JazzClub 57, i vilken ingick bland andra Bernt Rosengren och Nannie Porres. Han bildade en trio tillsammans med pianisten Claes-Göran Fagerstedt och basisten Torbjörn Hultcrantz som bland annat backade upp Lars Gullin. Han spelade även med bland andra pianisten Bud Powell och tenorsaxofonisten Albert Ayler. 
Efter att på 1960-talet drabbats av multipel skleros kunde Spångberg inte längre spela som tidigare. Han ingick i improvisationskollektivet G.L. Unit och var under många år medlem av den fria improvisationsgruppen Iskra. Han återvände senare till den mera ursprungliga jazzen och släppte så sent som 2009 den egna trio-cd:n "Surviving" med pianisten Arne Forsén och basisten Ulf Åkerhielm. Han gjorde i maj 2012 sitt sista framträdande i samband med releasekonserten av Iskras cd "Liberte, Egalité, Humanité".